# Thierry Pécou
Thierry Pécou (1965, Boulogne-Billancourt) es un compositor francés de música contemporánea.

## Biografía
Thierry Pécou sigue el curso habitual del compositor en Francia (piano desde los 9 años, luego Conservatorio Nacional de Música de París, orquestación y composición, en 1987 y 1988);  destaca por su gusto por los viajes (Canadá, Japón, China, Rusia, España, Italia, Cuba, México, Colombia, Ecuador); también fue residente de la Casa de Velázquez en Madrid de 1997 a 1999. En  1998 fundó el Zellig Ensemble (solistas instrumentales y vocales) que dirigió hasta 2009. En 2010 formó un nuevo conjunto, el Ensemble Variances, con el que desarrolló sus programas de conciertos de música de cámara, basados en intercambios con otros compositores (Gabriela Ortiz, Lisa Bielawa, John Zorn, Gualtiero Dazzi, etc. .), otros conjuntos o músicos de música de tradición oral o no europea. Toca regularmente el piano, especialmente con su conjunto. 
Su primera obra significativa es Stabat Mater ( 1990 ), seguida en 1997 por "L'Homme Armé". Algunos describen su estilo como modernista-sintético-colorista. Thierry Pécou es hoy un joven compositor prometedor, aunque su catálogo ya es extenso. En 1993 recibió el premio " George Enescu " de la SACEM ; en 1996, el premio " Pierre Cardin " de la Académie des Beaux-Arts y, en 1999, el premio "New Talent" de la SACD . Entre sus obras más importantes se encuentran   : Outre-Mémoire (2003), Symphonie du Jaguar (2002-2003), Passeurs d'eau-cantata amazonienne (2004), Vague de Pierre (2005), Desiring Machines (2008) y sus dos óperas   : Los sacrificios (2007) y Amor culpable (2008). 
Mientras estaba activo a nivel internacional, también demostró proximidad a la provincia y no limitándose a París, con motivo de festivales, y a través de su activa colaboración con artistas jóvenes (músicos, actores, bailarines). Las culturas musicales extraeuropeas ( México, Brasil ) son fuentes de inspiración en su propio idioma que busca increíbles combinaciones de sonidos, con preponderancia de instrumentos metálicos y tradiciones alejadas entre sí (entre otros, el gagaku japonés con el organum gregoriano). Su música es exigente, a la vez que seductora, tonal y atonal, ritual (pero no repetitiva), incluso estimulante… Integra de forma compleja procesos derivados de la oralidad. 
Sus obras son publicadas principalmente por Éditions Schott Music y Ricordi-Paris (período 1992-2000). 
Thierry Pécou vive en Ruan en Alta Normandía desde 2011. 

## Colaboraciones
Pécou ha colaborado en varias ocasiones con el pianista Alexandre Tharaud, en solitario, con el Paris Orchestral Ensemble dirigido por Andrea Quinn, y también con el Zellig Ensemble que él mismo fundó  . Desde 2010, es el fundador y director artístico del Ensemble Variances. Estuvo en "residencia" en la Opéra de Rouen Haute-Normandie de 2007 a 2010 y en el Arsenal de Metz de 2011 a 2013. 

## Piezas icónicas
- Pequeño libro para teclado (para piano, abeto y clavicordio, 1995)
- Le Tombeau de Marc-Antoine Charpentier para 3 coros a voces iguales, órgano barroco, viola bajo, positivo y campanas (1995)
- Poème du Temps et de l'Éther (para violonchelo y piano, 1996)
- Les Filles du feu (para oboe o clarinete y conjunto, 1998)
- Sinfónica de jaguar (para conjunto y orquesta, 2003)
- Más allá de la memoria, varianza (para piano, 2004)
- Vague de pierre (para orquesta grande)
- The Innumerable Bird (concierto para piano y orquesta, 2006).
- Música para la película Nanouk l'Esquimau de Robert Flaherty (creada en París en décembre 2006diciembre de 2006)
- El Sacrificado (ópera creada en Nanterre después de la obra de Laurent Gaudé en enero de 2008)

## Discografía
- Passeurs d'eau, cantate amazonienne
- L'oiseau innumérable, Alexandre Tharaud, Ensemble orchestral de Paris, direction Andrea Quinn, Harmonia Mundi, 2008.
- Symphonie du Jaguar (Dir. François-Xavier Roth), Vague de pierre (Dir. Jonathan Stockhammer), Orchestre Philharmonique de Radio France, Harmonia Mundi, 2010. Diapason d'or de l'année 2010.
- Tremendum, musique de chambre, Ensemble Variances, Percussions Claviers de Lyon, Harmonia Mundi, 2012.

## Documentales
- Entre líneas, película francesa de François Gauducheau (2009) 52 min.